# Kacangan (Berbek)
Kacangan is een bestuurslaag in het regentschap Nganjuk van de provincie Oost-Java, Indonesië. Kacangan telt 1444 inwoners (volkstelling 2010).